# Ga Thong Lo BTS

Bảng hiệu ga Thong Lo

Ga Thong Lo (tiếng Thái: สถานีทองหล่อ, phát âm [sā.tʰǎː.nīː tʰɔ̄ːŋ lɔ̀ː]) là một BTS Skytrain, trên Tuyến Sukhumvit ở quận Khlong Toei và Watthana, Bangkok, Thái Lan. Nhà ga mở cửa vào năm 1999 cùng với Tuyến Sukhumvit giai đoạn 1. Nhà ga trên cao nằm ở Đường Sukhumvit tại Soi Thong Lo (Sukhumvit Soi 55). Khu vực này được biết đến với nhiều người Nhật nhập cư, hai bên đường có nhiều quán bar và nhà hàng nổi tiếng.